# Barthélemy Prosper Enfantin

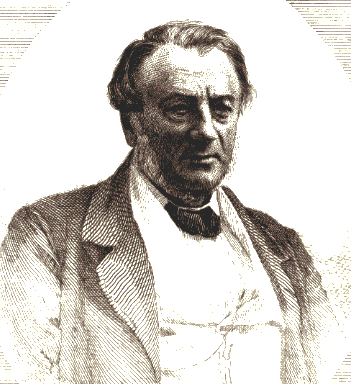
Barthélemy Prosper Enfantin (1796–1864)

Barthélemy Prosper Enfantin (* 8. Februar 1796 in Paris; † 1864) war ein französischer Philosoph, Sozialist und der Hauptvertreter der Religion saint-simonienne.

## Leben und Wirken

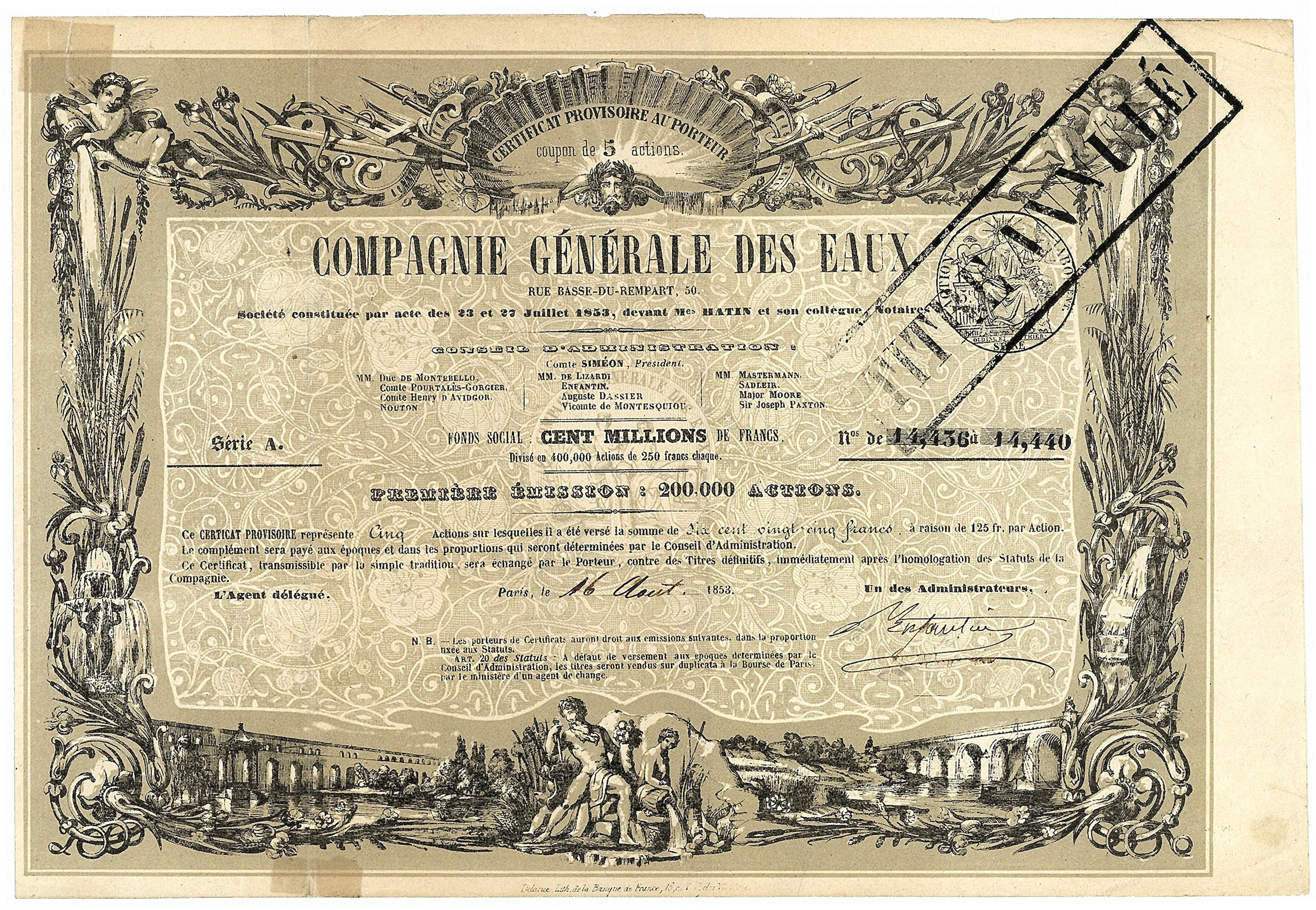
Gründungszertifikat der Compagnie Générale des Eaux (CGE) über 5 Aktien zu je 125 Francs, datiert in Paris am 16. August 1853, eigenhändig unterschrieben von Barthélemy Prosper Enfantin als leitender Direktor. Die Gründung der CGE, der Keimzelle von Vivendi, geht auf die Ideen von Enfantin zurück.

Barthélemy Prosper Enfantin, der Lieblingsschüler des Sozialisten Saint-Simon und einer der Begründer des Saint-Simonismus, wurde in einem Lyceum, später (1813) in der polytechnischen Schule gebildet und besuchte dann als Weinreisender Belgien, Deutschland und Russland. 1821 trat er in ein Bankhaus zu St. Petersburg ein, kehrte jedoch schon 1823 nach Paris zurück, wo er Kassierer bei der Hypothekenbank wurde.
Ein enges Freundschaftsbündnis mit Olinde Rodrigues führte ihn zum Studium der Schriften Saint-Simons, dessen eifrige Schüler beide wurden. Sie gründeten 1825 eine Kommanditgesellschaft zur Unterhaltung des Journals Le Protecteur, in dem Enfantin Saint-Simons Ideen entwickelte.
Nach und nach bildete sich um ihn und Saint-Amand Bazard, namentlich seit den öffentlichen Vorlesungen des letztern (1829), ein Kreis von Anhängern. Die Schule der Saint-Simonisten wurde begründet und in dem Collège, der Vereinigung der Eingeweihten, wurden Enfantin und Bazard zu hohen Vätern (pères suprèmes) geweiht.
Jeder von ihnen zog aber aus den Lehren ihres toten Meisters andere Folgerungen. Bazard hielt sich an die philosophisch-politische Seite derselben, während Enfantin die philosophisch-soziale Richtung weiter verfolgte.
Er verwandelte die Prinzipien in Dogmen, die Schule in eine Kirche und das Lehrerkorps in einen Priesterstand, eine Hierarchie. Die Menschheit teilte er in zwei Klassen, die philosophische oder die ruhige und die sensitive oder bewegliche; er erklärte die von der Gesellschaft aufgestellten Gesetze für ungerecht gegen die letztere, namentlich in Bezug auf die Ehe.
Er forderte die Emanzipation der Frauen, die völlige Gleichheit des Weibes mit dem Mann und verteidigte auch in der Entwicklung der cynischen Theorie von einem Doppelpriester die Freiheit des geschlechtlichen Verkehrs.
Über diesen Punkt brach 1831 Zwist unter den Häuptern der Schule aus, und der politische Teil der Sekte mit Bazard trennte sich von dem Mann des Fleisches, während die soziale Fraktion mit Enfantin zusammenhielt, der von nun an Le Père hieß und sich von seinen Predigern für das lebendige Gesetz, eine Art Messias, erklären ließ.
Als die Gesellschaft sich mit Ekel von seinen neuen Lehren abwandte, zog sich Enfantin mit einigen 40 ihm treu gebliebenen Anhängern auf seine Besitzung in Ménilmontant zurück und organisierte dort eine patriarchalisch-sozialistische Gesellschaft nach seinen neuen Lehren.
Die Staatsgewalt sah in der Verbindung eine Verletzung des Vereinsgesetzes, zugleich aber auch der öffentlichen Moral und guten Sitten und stellte Enfantin mit seinen Genossen (darunter Rodrigues, Michel Chevalier, Duveyrier, Barrault etc.) vor die Assisen. Enfantin wurde zu einem Jahr Gefängnis und 100 Frank Geldstrafe verurteilt. Die Verbindung wurde aufgelöst, der Saint-Simonismus war damit vernichtet. Enfantin ging, nach einigen Monaten seiner Haft wieder entlassen, im März 1834 mit mehreren seiner Anhänger nach Ägypten, um dem Vizekönig seine Ideen über einen Sueskanal näher zu bringen, was ihm jedoch nicht gelang. Stattdessen wurden seine Anhänger dort als Ingenieure des Paschas an den Nildämmen beschäftigt.
Wieder nach Frankreich zurückgekehrt, erhielt er eine Anstellung als Postmeister und ging dann als Mitglied der wissenschaftlichen Kommission, welche mit der Untersuchung der Kolonisationsfrage beauftragt war, nach Algerien. In seiner Schrift Colonisation de l'Algérie (Paris 1843) gab er eine klare Erörterung der Frage.
Nach der Februarrevolution redigierte er wieder ein Journal, Le Crédit public, das viel von dem alten Saint-Simonistischen Geist in sich hatte, aber bald aus Geldmangel einging. Später wurde er bei der Verwaltung der Lyoner Bahn angestellt.
Um seine Idee eines Sueskanals weiter zu verfolgen, gründete er 1846 die Société d’Études du Canal de Suez, an der unter anderem auch Paulin Talabot, Robert Stephenson und Alois Negrelli beteiligt waren.
Seine Werke erschienen gesammelt mit denen von Saint-Simon in 17 Bänden (Paris 1865 ff.). Enfantin ist auf dem Friedhof Père-Lachaise begraben.

## Werke (Auswahl)
- Économie politique et Politique Saint-Simonienne 1831
- Morale 1832
- Le livre nouveau 1832
- La religion Saint-Simonienne 1831